# Françoise Amiaud
Françoise Amiaud (Nantes, 29 marzo 1961) è un'ex cestista francese.

## Carriera
Con la Francia ha disputato due edizioni dei Campionati europei (1985, 1989).